# Kars Jansman
Kars Jansman (Hellendoorn, 26 juni 1995) is een Nederlandse langebaan- en marathonschaatser. Jansman rijdt sinds 2019 bij Team Jumbo-Visma, de ploeg die sinds 2024 Team Essent heet.
Jansman heeft een studie HBO Technische Bedrijfskunde afgerond.

## Persoonlijke records
| Afstand      | Tijd     | Datum            | Baan       |
| ------------ | -------- | ---------------- | ---------- |
| 500 meter    | 37,60    | 9 maart 2024     | Inzell     |
| 1000 meter   | 1.12,83  | 15 januari 2022  | Heerenveen |
| 1500 meter   | 1.47,31  | 28 december 2022 | Heerenveen |
| 3000 meter   | 3.43,37  | 15 januari 2021  | Heerenveen |
| 5000 meter   | 6.14,95  | 24 februari 2024 | Heerenveen |
| 10.000 meter | 12.51,05 | 25 februari 2024 | Heerenveen |

(laatst bijgewerkt: 25 februari 2024)

## Resultaten
| Jaar | NK Afstanden                       | NK Allround             | WK Allround             | Wereldbeker               |
| ---- | ---------------------------------- | ----------------------- | ----------------------- | ------------------------- |
| 2016 | 17e 1500m                          | NC11 (14e, 10e, 12e, -) |                         |                           |
| 2017 | 18e 5000m 5e massastart            | NC13 (16e, 14e, 14e, -) |                         |                           |
|      |                                    |                         |                         |                           |
| 2019 | 7e 5000m 7e 10.000m                |                         |                         | 28e 5k/10k 28e massastart |
| 2020 | 10e 5000m 8e 10.000m               | 6e (17e, 4e, 7e, 4e)    |                         |                           |
| 2021 | 7e 5000m 7e 10.000m                | NC10 (12e, 11e, 9e, -)  |                         |                           |
| 2022 | 8e 5000m 6e 10.000m                | · (12e, , 4e, )         |                         | 21e 5k/10k 32e massastart |
| 2023 | 5e 5000m · 10000m · 16e massastart | 4e · (15e, , 8e, )      |                         |                           |
| 2024 | 9e 5000m 6e 10000m 8e massastart   | · (17e, , 4e, )         | NC17 (22e, 10e, 23e, -) |                           |
| 2025 | 7e 5000m                           | 6e · (19e, , 12e, 4e)   |                         |                           |

(#, #, #, #) = afstandspositie op allroundtoernooi (500m, 5000m, 1500m, 10.000m).
Team Essent
Angel Daleman · Sijmen Egberts · Jarle Gerrits · Isabel Grevelt · Freek van der Ham · Sanne in 't Hof · Chloé Hoogendoorn · Chris Huizinga · Kars Jansman · Selma Poutsma · Merijn Scheperkamp · Suzanne Schulting · Tijmen Snel · Beau Snellink · Remco Stam · Meike Veen · Mathias Vosté · Joep Wennemars
Coaches: Sicco Janmaat · Ben Jongejan · Jac Orie · Dave Versteeg